# Man Parrish
Man Parrish, de son vrai nom Manuel Joseph Parrish, est un compositeur, parolier, chanteur et producteur américain né le 6 mai 1958. Aux côtés d'autres artistes comme le Yellow Magic Orchestra, Kraftwerk, Art of Noise, Arthur Baker, Afrika Bambaataa, John Robie, Jellybean Benitez ou Aldo Marin, il participa à l'émergence et à la popularisation de l'electro du début des années 1980. Il est devenu une icône de la scène musicale alternative dans les années 1980 et 1990, et constitue une des figures importantes et influentes de la musique électronique américaine.